# Liu Bei
Pour les articles homonymes, voir Liu.
Dans ce nom, le nom de famille précède le nom personnel.
Liu Bei (161 - 222/21 juin 223) ou Lieou Pei en transcription EFEO (en chinois traditionnel : 劉備, simplifié : 刘备, pinyin : Liú Bèi) était un puissant seigneur chinois de la fin de la dynastie Han et du début de la période des Trois Royaumes. Son prénom social était Xuande (玄德, Xuándé). Il fonda avec l'aide du stratège Zhuge Liang le royaume de Shu dont il se proclama empereur en 221, établissant l'éphémère dynastie des Shu-Han. Après sa mort, il reçut le nom posthume d’empereur Zhaolie (昭烈帝, Zhāolìe dì). Liu Bei fut immortalisé dans le roman Histoire des Trois Royaumes où il est dépeint comme un monarque vertueux, empli des valeurs confucéennes.
Liu Bei est connu au Japon sous le nom de Ryūbi Gentoku et en Corée sous celui de Yubi Hyeondeog.
Il est le père de Liu Shan. Il a été marié à Dame Gan, Dame Mi, Sun Shangxiang et Dame Mu.
Son cheval se nomme Empreintes des Ténèbres.
Il est le frère d'armes de Guan Yu et de Zhang Fei.

## Biographie

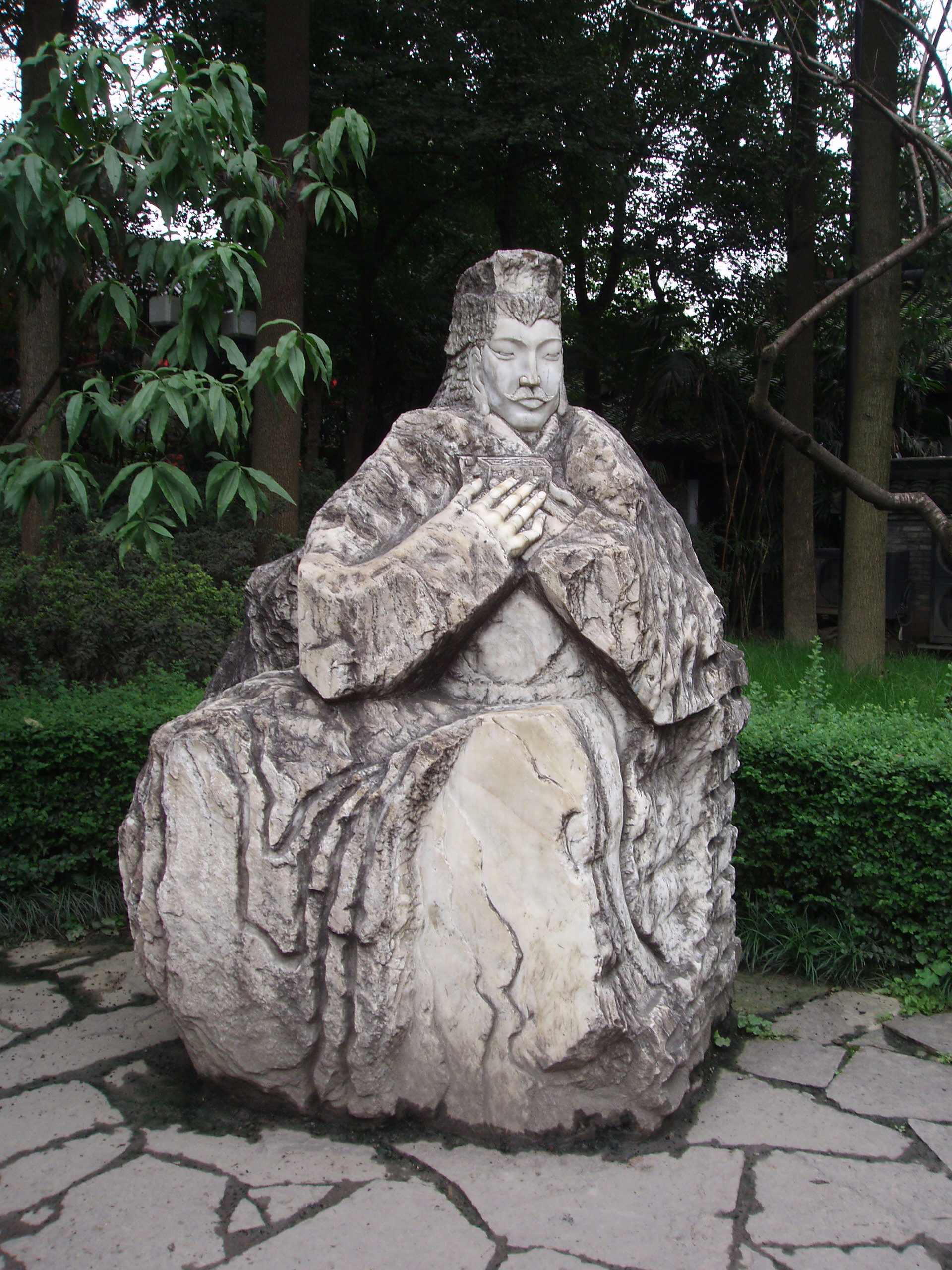
La statue dans le temple de Zhuge Liang, Chengdu,Chine

## Biographie[2]

### Généalogie, enfance et jeunesse
Liu Bei est natif du district de Zhuo (涿) dans la région de Zhuo (涿) dans la province de You (aujourd'hui Zhuozhou dans le Hebei). Il est un lointain descendant de Liu Zhen, qui était le fils de Liu Sheng, un des fils de l'empereur Jingdi des Han (156 - 141 av. J.-C.). Selon le Dianlüe de Yu Huan, Liu Bei descend également de la même branche que le marquis de Linyi.
Bien que de descendance impériale, Liu Bei était membre d'une branche tombée dans la pauvreté depuis trois siècles : son ancêtre Liu Zhen, vers 117 av. J.-C. (6e année de Yuanshou), reçoit le titre de marquis de Lucheng et est envoyé dans le district de Zhou. Malheureusement il ne peut payer le tribut annuel à temps et est démis de ses fonctions et de son titre.
Liu Bei est le petit-fils de Liu Xiong, et le fils de Liu Hong, qui furent chacun des mandarins à Zhuo. Liu Xiong parvint à se faire nommer pour sa piété filiale et son incorruptibilité (xiaolian). Liu Bei perd très tôt son père et vit avec sa mère du tissage et de la vente de matelas et sandales de paille.
Selon sa biographie dans les Chroniques des Trois Royaumes, au sud-est de la maison où habite Liu Bei pousse un grand mûrier, haut de cinq zhang (environ seize mètres) dont la forme rappelle celle d'un chariot. Selon les Annales des dynasties Han et Jin de Xi Zaochi, Li Ding, un homme de la région se serait exclamé : « De cet endroit naîtra certainement un grand homme ! » Lorsqu'il est enfant, Liu Bei joue avec les autres enfants de sa famille sous ce mûrier et annonce : « Certainement, un jour je conduirai ce chariot céleste ! » mais son oncle paternel le sermonne : « Ne dis pas de bêtises ! Tu vas amener le malheur sur la famille ! » .
À quinze ans, la mère de Liu Bei envoie celui-ci au loin pour étudier sous la tutelle de Lu Zhi (盧植) alors grand administrateur de Jiujiang et natif du même district que Liu Bei. Liu Bei a pour compagnons d'étude Liu Deran (劉德然) – un membre de sa famille – ainsi que Gongsun Zan, avec qui il tisse de profonds liens d'amitié. Le père de Liu Deran, Liu Yuanqi (劉元起), subvient non seulement aux besoins de son fils, mais également à ceux de Liu Bei. Lorsque sa femme lui demande « Nous sommes de deux maisonnées différentes, pourquoi l'aides-tu ? », il répond : « Cet enfant de notre clan est exceptionnel. »

### Apparence physique et caractère
La chronique décrit Liu Bei comme n'étant pas très porté sur ses études mais appréciant les chiens, les chevaux, la musique et les beaux vêtements. Une fois adulte, il est haut de sept chi et cinq cun (1,72 m étant donné la valeur de ces unités à l'époque des Han), ses bras lui tombant en dessous des genoux. Il est également capable de voir ses propres oreilles. La chronique le décrit également comme un homme de peu de mots, mais bon envers les gens, et sachant masquer ses émotions avec une apparence paisible. Il aime lier des liens avec les gentilshommes et de nombreux jeunes l'idolâtrent.

### Révolte des Turbans Jaunes - Débuts guerriers

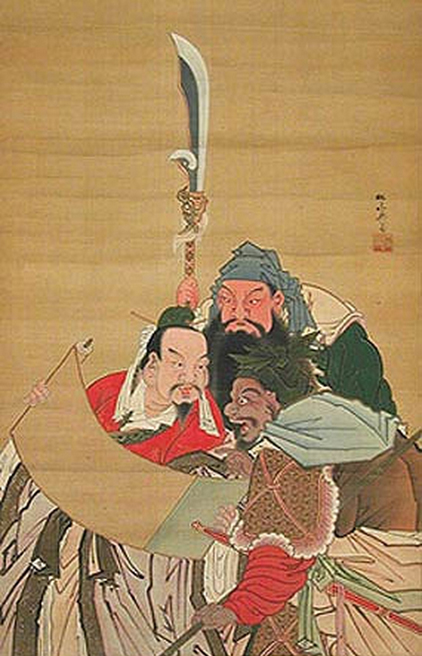
Liu Bei (à gauche), Guan Yu (armé d’un guandao) et Zhang Fei (à droite) sur une illustration de l’Histoire des Trois Royaumes, peinture sur soie de Sekkan Sakurai (1715-1790), avec la permission du muséum Field.

Zhang Shiping (張世平) et Su Shuang (蘇雙), deux riches marchands de Zhongshan s'arrêtent à Zhuo pour y vendre des chevaux et font la rencontre de Liu Bei. Impressionnés, ils lui offrent de l'or et Liu Bei commence à rassembler des troupes sous ses ordres. Selon la tradition populaire, c'est à ce moment qu'il prend à son service Guan Yu et Zhang Fei.
Vers 184, la révolte des Turbans Jaunes éclate et un appel à la population pour s'enrôler et combattre les rebelles est envoyé dans toutes les provinces. Liu Bei décide d'y répondre et part avec ses partisans en compagnie du colonel Zou Jing (鄒靖). Selon le Dianlüe, Liu Bei est envoyé pour affronter Zhang Zhun à Pingyuan. Liu Bei est sérieusement blessé dans la bataille mais les rebelles sont mis en déroute et Liu Bei a pu être ramené au camp pour y être soigné. Après ses succès contre les Turbans Jaunes, Liu Bei reçoit en récompense de ses services un poste de mandarin à Anxi (安喜).
Plus tard, un inspecteur arrive à Anxi et Liu Bei vient à sa rencontre, mais se voit refuser une entrevue. Furieux, il attache l'inspecteur et lui donne deux cents coups de cravache. Il suspend ensuite à son cou son sceau de mandarin en annonçant sa démission, puis s'enfuit. Le Dianlüe raconte cette anecdote en ajoutant plus de détails : un édit impérial avait été émis qui avait pour but de relever de leurs fonctions tous les mandarins de faible importance qui avaient eu leur poste grâce à leurs mérites militaires et Liu Bei s'attendait à être la cible de celui-ci. Lorsque l'inspecteur arriva à Anxi, Liu Bei, ayant appris où il résidait, alla lui demander une audience. Sous prétexte de maladie, l'inspecteur refusa de le recevoir et Liu Bei, ayant compris qu'il lui faudrait abandonner son poste, en conçut de la rancœur. Il se rendit avec ses hommes à la résidence de l'inspecteur et lui dit : « Moi, Bei, ai reçu l'ordre secret de mon suzerain de venir vous chercher. » Il l'attacha à une clôture puis prit son sceau de mandarin et le mit autour du cou de l'inspecteur avant de lui donner cent coups de cravache en manifestant le désir de le tuer. Comme l'inspecteur supplia qu'on lui laisse la vie sauve, Liu Bei le laissa partir.

### Service sous Gongsun Zan
Peu auparavant, le maréchal He Jin avait chargé le commandant Guan Qiu de lever des troupes pour affronter les Turbans Jaunes. Liu Bei décide de rejoindre Guan Qiu et part à Xiapi où il affronte et vainc les Turbans Jaunes. En récompense de ses services, il est fait député de Xiami (下密). Il abandonne plus tard ce poste pour prendre la magistrature de Gaotang (高唐).
Selon la Chronique des héros de Wang Can, en 189, lorsque l'empereur Han Lingdi meurt, Liu Bei fait partie des troupes présentes à Luoyang, la capitale. À la suite de la mort de l'empereur et des nombreux troubles relatifs à la succession, le général Dong Zhuo dépose et fait assassiner Liu Bian, le nouvel empereur, pour introniser à sa place Liu Xie, l'empereur Han Xiandi, et s'en sert pour contrôler l'empire. Cependant, de nombreux chefs de guerre s'opposent à cette situation. Cao Cao et Liu Bei repartent chacun dans sa région afin de lever des troupes pour affronter Dong Zhuo.
Vaincu en 190, Liu Bei se réfugie auprès de Gongsun Zan qui lui offre un poste dans son armée, puis l'envoie avec Tian Kai (田楷) pour affronter Yuan Shao, le protecteur de la province de Ji. Liu Bei parvient à défendre Pingyuan (平原) et en reçoit la magistrature en récompense. Plus tard, il est nommé gouverneur de Pingyuan.
Liu Ping (劉平), un homme de la région, éprouve alors beaucoup de jalousie pour Liu Bei et lui envoie des assassins. Cependant, Liu Bei s'est rendu populaire dans la région et les assassins décident de ne pas mener à bien leur mission. Selon le Livre des Wei, Liu Bei, reçoit chez lui les assassins sans se douter de leurs intentions et les traite avec une telle générosité que ceux-ci, honteux, partent. Toujours selon le Livre du Wei, le peuple est alors dans la disette et Liu Bei les protège des bandits et divise équitablement les richesses entre eux. Il mange assis en compagnie des paysans comme s'il était l'un d'entre eux.

### Gouvernance du Xu

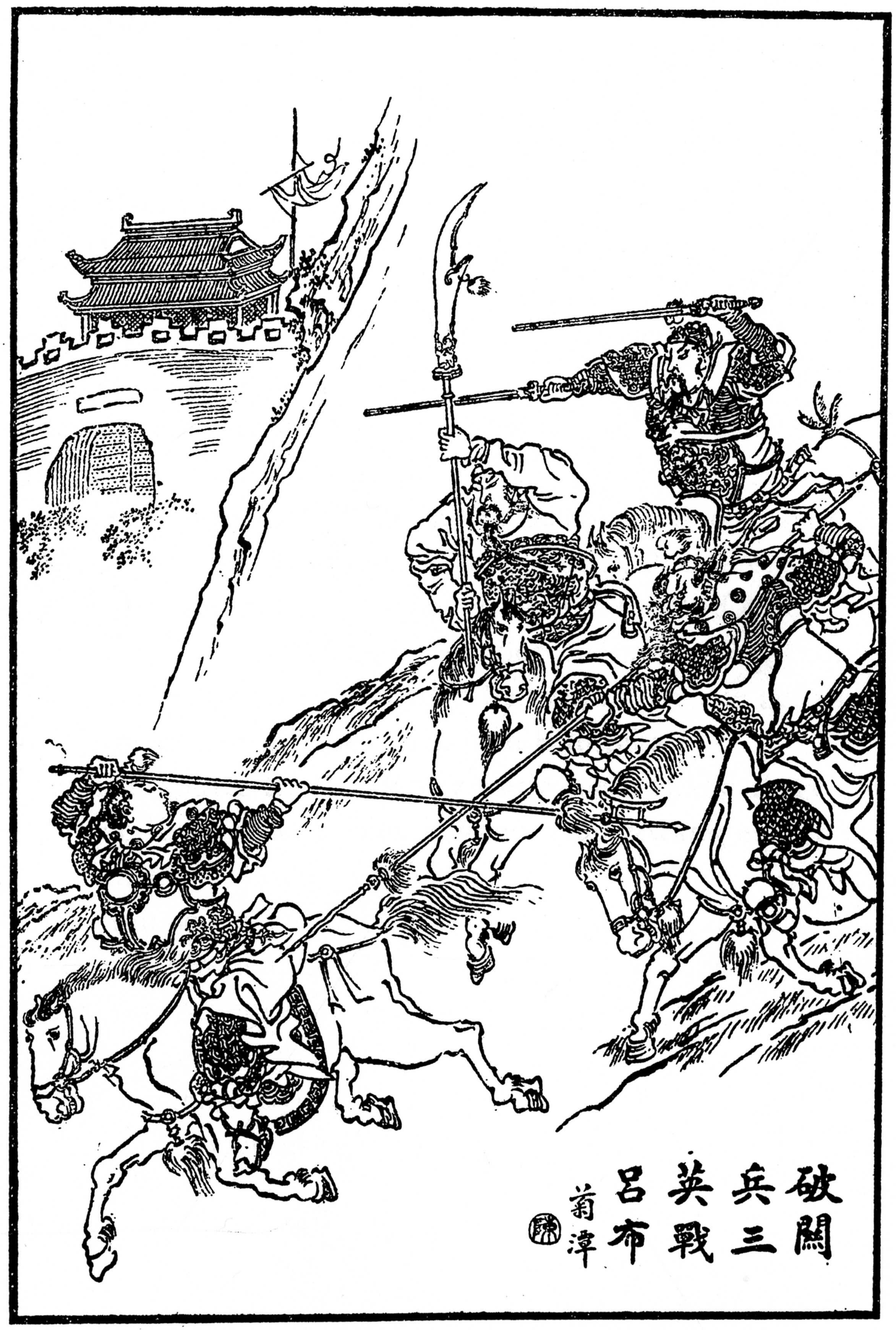
Liu Bei (en haut, portant deux épées), Guan Yu (portant un guandao) et Zhang Fei (portant une lance) affrontent Lü Bu (à gauche) au détroit de Hulao. D'après une édition de lHistoire des Trois Royaumes de la dynastie Qing.

Vers 194, Yuan Shao s'en prend à nouveau à Gongsun Zan et Liu Bei est envoyé en garnison à Qi sous les ordres de Tian Kai. Entre-temps, Cao Cao, désirant venger la mort de son père, attaque la province de Xu dirigée par Tao Qian et celui-ci demande à Tian Kai son aide. Liu Bei et Tian Kai se rendent alors à Xu. L'armée de Liu Bei comporte alors environ un millier de soldats, des cavaliers des tribus Wuwan de la province de You, ainsi que quelques milliers de paysans. Tao Qian lui confie quatre mille soldats supplémentaires et Liu Bei quitte Tian Kai et Gongsun Zan pour se joindre à Tao Qian. Ce dernier le recommande au poste d'inspecteur de la province de Yu et l'envoie se poster à Xiaopei (小沛).
Peu après, Tao Qian tombe gravement malade. Sur son lit de mort, lorsqu'il envisage la succession, il dit à son conseiller Mi Zhu (麋竺) : « Seul Liu Bei peut assurer la sécurité de cette province. » En conséquence, Mi Zhu offre à Liu Bei la province de Xu, cependant celui-ci n'ose pas accepter en ces temps chaotiques. Chen Deng lui dit alors : « Monseigneur, je souhaite que vous preniez sous vos ordres nos centaines de milliers de soldats et cavaliers. Au mieux, vous pourrez rectifier les troubles de Empire, aider le peuple et devenir l’un des cinq hégémons. Au pire vous pourrez prendre un territoire et en défendre les frontières et entrer dans l'Histoire. Je prie pour que Monseigneur considère mon opinion. » Kong Rong, le gouverneur de Beihai donne également son opinion : « Comment Yuan Gonglu (surnom de Yuan Shao) peut-il se soucier du pays quand il oublie ses habitants ? Il n’est qu’un squelette séchant dans sa tombe et ne mérite pas qu’on s’intéresse à lui. Aujourd’hui, tout le peuple souhaite que vous acceptiez cette charge et si vous la refusez, vous finirez par le regretter. » Convaincu par Chen Deng et Kong Rong, Liu Bei accepte de diriger la province de Xu. Selon les Annales de l’empereur Xiandi, Chen Deng envoie un message à Yuan Shao pour lui faire part de la nouvelle. Celui-ci répond : « Liu Xuande [surnom de Liu Bei] est extrêmement raffiné et d’une grande droiture et tout le Xu se réjouit certainement de sa nomination. »
En 196 (1re année de Jian’an), Cao Cao recommande Liu Bei au rang de « général qui conquiert l’est » (鎮東將軍, zhèn dōng jiāngjūn) et au titre de marquis de Yicheng (宜城亭侯, Yíchéng tínghóu). Yuan Shu attaque Liu Bei et celui-ci se rend à Xuyi et Huaiyin (淮阴) pour défendre la province. Tous deux s’affrontent pendant un mois, puis le général Cao Bao qui gardait Xiapi (下邳) trahit Liu Bei et livre la ville à Lü Bu, qui capture en même temps les femmes de Liu Bei. Liu Bei bat en retraite à Haixi (海西).
Selon la Chronique des héros, lorsque Liu Bei était parti à Huaiyin affronter Yuan Shu, il confia Xiapi à Zhang Fei. Celui-ci voulut tuer Cao Bao, un général du défunt Tao Qian. Craignant pour sa vie, Cao Bao alla auprès de Lü Bu chercher de l’aide. Lü Bu attaqua Xiapi, captura la ville et Zhang Fei s’enfuit. En apprenant la nouvelle, Liu Bei tenta de reprendre Xiapi mais sans succès. Il se rendit à Guangling pour affronter Yuan Shu et perdit la bataille.
Liu Bei affronte Yang Feng (楊奉) et Han Xian (韓暹), deux bandits qui sèment le trouble dans la province. Il les vainc et les fait décapiter. Il fait ensuite la paix avec Lü Bu et ce dernier lui rend ses femmes. Liu Bei confie alors Xiapi à Guan Yu puis part à Xiaopei où il monte une armée d’environ dix mille hommes.

### Au service de Cao Cao

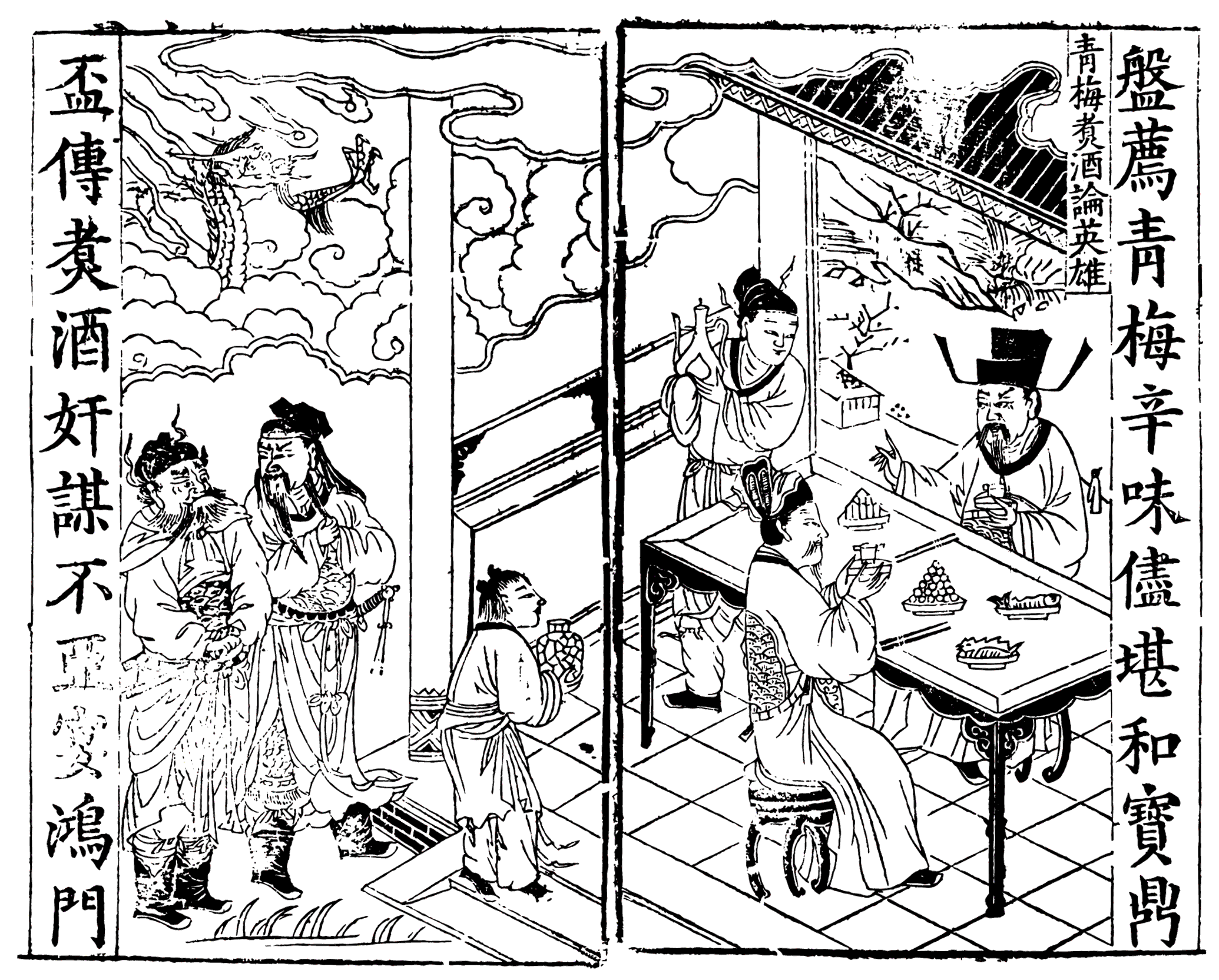
Une illustration du chapitre 21 de l’Histoire des Trois Royaumes : En chauffant du vin, Cao Cao discute des héros. Cette scène du roman est fortement inspirée d'une anecdote des chroniques historiques. Cao Cao est à l'extrême droite et en bas à droite se trouve Liu Bei qui a lâché ses baguettes de surprise. À gauche se trouvent Guan Yu et Zhang Fei qui viennent s'assurer que leur maître Liu Bei ne risque rien. Au fond à gauche, on peut apercevoir les nuages en forme de dragon dont Cao Cao discutait auparavant.

Lü Bu décide d’attaquer à nouveau Liu Bei et le vainc, le forçant se réfugier auprès de Cao Cao. Ce dernier l’accueille généreusement et lui offre le poste de protecteur du Yu (豫州牧, Yùzhōu mù). De retour à Xiaopei, Liu Bei entreprend de réunir ses troupes précédemment dispersées.
Au printemps 198 (3e année de Jian’an), Lü Bu envoie Gao Shun et Zhang Liao pour attaquer Xiaopei (selon la Chronique des héros, Lü Bu avait envoyé quelqu’un à Henei (河内郡) pour acheter des chevaux et ceux-ci avaient été dérobés par les soldats de Liu Bei). Cao Cao envoie Xiahou Dun à Xiaopei en renfort mais vers octobre-novembre, Liu Bei et Xiahou Dun sont tous deux battus et doivent fuir. Les femmes de Liu Bei sont à nouveau capturées et Gao Shun les rapporte à Lü Bu. Vers novembre-décembre, Cao Cao décide de mener personnellement une expédition contre Lü Bu. Liu Bei se rend à la frontière où il se joint à Cao Cao. Cao Cao assiège Xiapi et Lü Bu est finalement capturé et exécuté tandis que Liu Bei récupère ses épouses.
Cao Cao rentre à Xuchang, où il recommande Liu Bei pour la charge de général de la gauche (左將軍, zuǒ jiāngjūn). Selon les Chroniques des Trois Royaumes, Cao Cao a énormément de respect pour Liu Bei et tous deux marchent souvent ensemble dans le même chariot ou siègent ensemble aux banquets. Au nord, Yuan Shu menace de joindre ses forces à celles de son frère Yuan Shao et Cao Cao envoie Liu Bei pour attaquer Yuan Shu, mais ce dernier meurt de maladie avant l’arrivée de Liu Bei.
Avant son départ, Liu Bei avait reçu de l’oncle impérial Dong Cheng une ceinture où était écrit un édit secret de l’empereur Xiandi ordonnant l’assassinat de Cao Cao et Liu Bei attendait son heure pour agir.
Un jour qu’ils sont en train de manger, Cao Cao dit à Liu Bei : « Dans tout l’Empire, les seuls héros d’aujourd’hui ne sont que vous et moi-même. Benchu [surnom de Yuan Shao] et ses partisans n’ont pas ce qu’il faut. » De surprise, Liu Bei lâche ses baguettes. Selon les Chroniques du soleil de Chine de Chang Qu, il y avait alors un violent orage avec beaucoup d’éclairs et tonnerre. Pour masquer le véritable motif de sa surprise, Liu Bei dit : « Comme le sage [Confucius], “ Quand le tonnerre grondait ou que le vent se déchaînait, il blêmissait.”. Ce coup de tonnerre était tellement puissant qu’on aurait pu le croire tombé ici même ! »
Le complot de Dong Cheng, auxquels s’étaient joints Zhong Ji (种輯) et [Wang Zifu (王子服) est découvert et ceux-ci sont exécutés, ainsi que leurs clans. Selon les Annales de l’empereur Xiandi, au moment de leur capture, Liu Bei est absent de la capitale et son implication dans le complot n’est pas découverte. Cependant, selon les Chroniques du Wu de Hu Chong, Cao Cao se montre méfiant et fait espionner Liu Bei. Ce dernier avait commencé à cultiver des légumes dans son jardin pour signifier qu’il ne s’intéressait pas à la politique. Il dit à ses compagnons Guan Yu et Zhang Fei : « Mais pourquoi ai-je donc entrepris la culture de légumes ? Je vais finir par éveiller des soupçons chez le seigneur Cao. Nous ne devons pas rester ici longtemps. » Cette nuit, Liu Bei abandonne tous les cadeaux que lui avait fait Cao Cao et part par une porte de service avec Guan Yu et Zhang Fei. De retour à Xiaopei, il entreprend de rassembler ses troupes. Cependant, Pei Songzhi, le commentateur traditionnel des Chroniques des Trois Royaumes qualifie de très étrange et tiré par les cheveux le récit de Hu Chong et il lui parait improbable que la culture de légumes ait eu quoi que ce soit à voir avec la fuite de Liu Bei : malgré les réserves de ses conseillers comme Guo Jia, Cao Cao envoie Liu Bei affronter Yuan Shao. C’est l’opportunité que saisit Liu Bei pour quitter Cao Cao.
Dong Hai et Chang Ba se rebellent contre Cao Cao et se joignent à Liu Bei, formant une armée de plusieurs dizaines de milliers de personnes. Liu Bei envoie Sun Qian (孫乾) auprès de Yuan Shao afin de négocier un pacte de non-agression avec lui. Cao Cao dépêche Liu Dai (劉岱) et Wang Zhong (王忠) contre Liu Bei mais ceux-ci sont battus.
En 200 (5e année de Jian’an), Cao Cao, pris en tenaille entre Yuan Shao et Liu Bei, dirige personnellement une expédition pour venir à bout de Liu Bei. Selon le Livre des Wei, au nord, il laisse ses généraux à Guandu, afin de contenir une éventuelle agression de Yuan Shao. Liu Bei ne s’attend pas à ce que Cao Cao vienne l’attaquer en personne et croit au début avoir affaire à ses subalternes. Lorsqu’il apprend la vérité, il prend peur mais décide de vérifier l’information et se rend près du camp ennemi. Apercevant les bannières personnelles de Cao Cao, il panique et décide de fuir.
À l’issue de ce conflit, Cao Cao capture les femmes de Liu Bei, ainsi que le général Guan Yu qu’il prend temporairement à son service.

### Court service sous Yuan Shao
Liu Bei se rend dans la province de Qing, où Yuan Tan, le gouverneur de la région, ayant eu vent de sa réputation, vient à sa rencontre. Liu Bei suit Yuan Tan jusqu’à Pingyuan et Yuan Tan envoya un messager pour prévenir son père, Yuan Shao, de l’arrivée de Liu Bei. Yuan Shao envoya ses généraux pour accueillir Liu Bei à quelque deux cents li de la ville (environ 83 km).
Après un mois au campement de Yuan Shao, la plupart des troupes dispersées de Liu Bei viennent le rejoindre. Yuan Shao et Cao Cao mènent une guerre d’usure à Guandu (bataille de Guandu), et Liu Pi, un ancien chef des Turbans Jaunes, se soulève contre Cao Cao et s’allie à Yuan Shao. Ce dernier envoie Liu Bei rejoindre Liu Pi afin d’attaquer Xuchang, la capitale, laissée sans défense et prendre ainsi Cao Cao à revers, mais Cao Cao envoie Cao Ren pour l’intercepter. Guan Yu étant revenu à ses côtés, Liu Bei pense quitter Yuan Shao. Il lui rend ses soldats, et se propose d’aller à la province de Jing pour proposer à Liu Biao une alliance. Yuan Shao l’envoie en conséquence réunir ses troupes à Ru'nan, quelques milliers d’hommes. Cao Cao envoie Cai Yang pour l’attaquer, mais celui-ci est battu et tué au cours de la bataille.

### Séjour au Jing
Cao Cao sort vainqueur de la bataille de Guandu, et, Yuan Shao n'offrant plus de menace au nord, il se tourne vers le sud pour attaquer Liu Bei à Ru'nan. Entre-temps, Liu Bei envoie Mi Zhu et Sun Qian pour parlementer avec Liu Biao. Ce dernier offre à Liu Bei des hommes et des vivres et le laisse se mettre en garnison à Xinye. De nombreux hommes de talent de la région viennent se placer sous les ordres de Liu Bei, et Liu Biao, suspicieux, prend garde de ne pas lui offrir de poste trop vital.
Selon les Annales des neuf provinces, Liu Bei s’établit au Jing pendant quelques années. Un jour, en se levant du siège des toilettes, il se rend compte que ses cuisses ont grossi et saisi de tristesse, se met à pleurer. Liu Biao demande à Liu Bei ce qui ne va pas et celui-ci lui répond : « Autrefois, je ne quittais jamais mon cheval et mes cuisses étaient fermes. Aujourd’hui, je ne monte plus de cheval, et mes cuisses ont grossi. Les mois ont passé au galop et me voilà déjà dans mes vieux jours, bientôt plus capable d’accomplir de grandes choses. Voilà la cause de ma tristesse. » Liu Bei a alors la quarantaine.
Selon l’Histoire des dynasties Wei et Jin, Liu Bei s’établit en garnison à Fancheng et Liu Biao se montre attentionné envers lui. Liu Biao se montre cependant extrêmement méfiant envers lui et ne lui accorde aucune confiance. Il convie Liu Bei à un banquet et Kuai Yue et Cai Mao lui conseillent de profiter de cette occasion pour capturer Liu Bei. Liu Bei découvre le complot, s’excuse pour aller aux toilettes et s’enfuit. Toutefois, à l’ouest de Xiangyang, le ruisseau Tan lui bloque le passage. Il hurle alors à son cheval : « Dilu ! Nous voilà dans l’adversité. Puisses-tu faire un exploit ! » Dilu fait alors un saut de trois zhang (environ 15 m) par-dessus le ruisseau. Alors que ses poursuivants arrivent et sont bloqués par le ruisseau, il leur demande de transmettre ses remerciements à Liu Biao. Alors qu’il part au loin, ceux-ci lui crient : « Mais pourquoi êtes-vous parti avec tant d’empressement ? » Le lettré Sun Cheng met en doute cette anecdote de l’Histoire des dynasties Wei et Jin : « Cette histoire ne tient pas debout. Si les choses s’étaient déroulées ainsi, en sa qualité d’invité, comment Liu Bei aurait-il pu oser partir sans auparavant s’être excusé auprès de Liu Biao lui-même ? Cette histoire est absurde et ne reflète aucune réalité. »
Cao Cao envoie Xiahou Dun attaquer Liu Bei et tous deux se rencontrent à Bowang. Liu Bei prépare une embuscade, boute le feu à son propre campement et fait mine de s’enfuit pour appâter Xiahou Dun. Xiahou Dun donne la chasse et tombe dans l’embuscade de Liu Bei.
En 207 (12e année de Jian’an), Cao Cao part en campagne au nord contre les tribus Wuwan. Liu Bei conseille à Liu Biao de profiter de l’occasion pour attaquer la capitale, mais Liu Biao n’ose pas intervenir. Selon les Annales des dynasties Han et Jin, lorsque Cao Cao rentre, Liu Biao dit à Liu Bei : « Je ne t’ai pas écouté, et j’ai perdu cette grande occasion. » Liu Bei rétorque : « L’Empire est maintenant divisé, lances et boucliers se croisent, les occasions arrivent. Comment celle-ci pourrait être la dernière ? Mais lorsque la prochaine occasion arrivera, soyez sûr de la prendre de peur que vous ne le regrettiez. »
Cao Cao s’en prend à Liu Biao, mais celui-ci meurt de maladie peu après. Son fils Liu Zong lui succède, mais les chroniques ne sont pas claires sur les circonstances de la succession. Ainsi, selon la Chronique des héros, Liu Biao demande à Liu Bei de devenir gouverneur du Jing à sa place. Selon le Livre des Wei, Liu Biao fait la demande en ces termes : « Mes fils n’ont pas de talent et mes généraux sont dispersés. Après ma mort, je souhaiterais que tu assistes le Jing. » Cependant, Liu Bei décline l’offre : « Vos fils sont capables. Monseigneur, il n’y a pas lieu de vous inquiéter. » D’autres personnes pressent Liu Bei de gouverner le Jing, mais à chaque fois il refuse : « Cet homme [Liu Biao] a été généreux envers moi. Si j’accédais à sa demande, il se trouverait certainement des gens pour dire que j’ai pris sa province par arrivisme, et cela, je ne puis le supporter. » Enfin, selon Pei Songzhi, le commentateur des chroniques a une opinion différente sur la question : « Liu Biao et sa femme aimaient leur fils Zong et avait prévu depuis longtemps que lui succèderait. Il n’y avait donc pas de raisons qu’il fasse une telle offre à Liu Bei. »

### Bataille de Changban

Bataille de Changban

Liu Zong envoie un émissaire pour offrir sa reddition à Cao Cao. Liu Bei est alors posté en garnison à Fan et ignore encore l’arrivée de Cao Cao et la reddition de Liu Zong. Il se met en route pour Xiangyang. Zhuge Liang tente de le convaincre d’attaquer Liu Zong pour s’emparer du Jing, mais Liu Bei lui répond : « Je ne pourrais supporter une telle action. »
Selon les Annales des dynasties Han et Wei de Kong Yan, Liu Zong se rend à Cao Cao, mais n'ose pas faire part de la nouvelle à Liu Bei. Longtemps après, Liu Bei finit par l'apprendre et envoie un messager à Liu Zong pour avoir confirmation. Liu Zong envoie Song Zhong afin de bien confirmer qu'il s'est soumis. Cao Cao avait alors déjà atteint Wan, et Liu Bei, paniqué, dit à Song Zhong : « C'est maintenant que le désastre est proche que vous venez m'informer, quel drame ! » Il sort alors son sabre et le pointe sur Zhong en disant : « Si je te prends ta tête, ça ne calmera pas ma fureur, mais la honte d'un grand homme qui tue un ministre avant son départ resterait inscrite dans les annales. » En conséquence, il laisse Song Zhong partir et organise une réunion entre ses généraux. Au cours de celle-ci, certains suggèrent l'idée de prendre Liu Zong en otage, de quitter le Jing, et de partir en direction du sud pour Jiangling. Liu Bei répond : « Liu de Jing [Liu Biao], sur son lit de mort, m'a demandé de venir en aide à son fils. Je ne puis trahir sa confiance, sinon, à ma mort, comment pourrais-je jamais lui faire face ? »
En arrivant au campement de Liu Zong, Liu Bei le hèle, mais celui-ci n'ose pas se lever pour lui répondre. De nombreux hommes quittent alors Liu Zong pour rejoindre Liu Bei. Selon le Dianlüe, avant de quitter la région, Liu Bei se rend sur la tombe de Liu Biao pour pleurer.
En arrivant à Dangyang, Liu Bei recrute quelque cent mille hommes et achète des vivres et de l'équipement pour quelques milliers de taels. Comme son armée ne parcourt qu'une dizaine de li par jour (environ 4 km), Liu Bei envoie Guan Yu avec quelques centaines de navires en direction de Jiangling. Liu Bei reçoit des critiques pour sa gestion de la logistique : « Nous devons nous hâter d'arriver à Jiangling. Nous avons de nombreux hommes, mais peu sont convenablement équipés. Quand le seigneur Cao et ses hommes seront là, comment pourrons-nous lui faire face ? » Mais Liu Bei répond : « Un homme voulant accomplir de grandes choses doit considérer avant tout le peuple. Les hommes du peuple m'ont suivi, comment pourrais-je les abandonner ? »
Sachant que Jiangling comprenait des vétérans, et craignant que Liu Bei n'en prenne possession, Cao Cao abandonne ses chariots logistiques et une partie de son armée à Xiangyang, ne gardant que cinq mille cavaliers légers, et donne chasse à Liu Bei jour et nuit, parcourant trois cents li par jour (environ 125 km). Finalement, Cao Cao rattrape Liu Bei à Changban. Liu Bei est forcé d'abandonner à nouveau ses femmes tandis que Zhuge Liang, Zhang Fei et Zhao Yun sont battus par Cao Cao. Ce dernier s'empare de leur équipement et fait de nombreux prisonniers. En arrivant à Hanjin, Liu Bei retrouve Guan Yu et rencontre Liu Qi, le grand protecteur de Jiangxia et fils de Liu Biao, en compagnie de plusieurs dizaines de milliers d'hommes. Tous se rendent à alors à Xiakou.

### Alliance avec Sun Quan -Bataille de la Falaise Rouge
Liu Bei envoie Zhuge Liang pour négocier une alliance avec Sun Quan. Selon les Mémoires du fleuve Jiang, Sun Quan envoie Lu Su auprès de Liu Bei pour discuter d'une alliance avec Liu Bei sous couvert de se rendre aux funérailles de Liu Biao et présenter ses respects à ses fils, mais entre-temps, Cao Cao avait déjà capturé Hanlin. Lu Su rencontre donc Liu Bei à Dangyang et lui demande : « Où pensez-vous aller ? » et Liu Bei lui répond : « Le grand protecteur de Cangwu, Wu Ju, est une de mes connaissances. Je pense aller le voir. » Lu Su lui dit alors : « Le seigneur Sun est intelligent, vertueux et généreux. Il respecte les hommes de mérite et est lui-même un véritable héros du fleuve Jiang. Il a déjà capturé six districts et a de nombreux soldats et de nombreuses provisions, ce qu'il faut pour accomplir de grandes choses. Mon seigneur m'a donné a tâche de vous convaincre de forger une alliance avec lui. Ensemble, vous pourrez venir en aide à la dynastie. Oubliez Wu Ju. Celui-ci est ordinaire, et son district est trop éloigné. Comment pourriez-vous compter sur lui ? » Convaincu, Liu Bei part pour Fankou dans le Hebei, et charge Zhuge Liang d'accompagner Lu Su auprès de Sun Quan afin de négocier l'alliance.
Sun Quan dépêche Zhou Yu et Cheng Pu auprès de Liu Bei. Selon les Mémoires du fleuve Jiang, Liu Bei apprend l'intention de Cao Cao de mener une expédition au sud et, fort inquiet, attend les renforts de Sun Quan avec impatience. Lorsque ceux-ci arrivent, dirigés par Zhou Yu, ce dernier lui envoie un message : « J'ai reçu une tâche à accomplir et je ne puis venir vous présenter mes respects à votre camp. Si cela était possible, je souhaiterais donc que vous puissiez venir me voir. » Liu Bei dit alors à Guan Yu et Zhang Fei : « Cela ne me dérange pas : si je veux forger une alliance avec l'est, il me faut y aller. » Liu Bei se rend donc auprès de Zhou Yu et lui demande : « C'est le seigneur Cao que nous devons affronter et il nous faut une stratégie profonde. Combien d'hommes avez-vous amené ? » Zhou Yu répond : « Trente mille hommes. » Liu Bei s'étonne : « Si peu ? » Zhou Yu lui dit alors : « Ça suffira amplement ! Regardez donc comment moi, Yu, je vais pulvériser Cao Cao. » Liu Bei manifeste le désir de rencontrer Lu Su afin que tous puissent discuter ensemble de la stratégie, mais Zhou Yu dit : « J'ai reçu mes ordres et je ne puis accéder à une requête aussi ridicule. Si vous voulez absolument voir Zijing [le prénom social de Lu Su], allez donc le voir. Kongming [le surnom de Zhuge Liang] devrait arriver bientôt, d'ici peut-être trois jours. » Bien que Liu Bei se sente extrêmement insulté par Zhou Yu, il ne peut croire que celui-ci puisse venir à bout des troupes de Cao Cao et en conséquence ne lui donne pas d'hommes, préférant donner deux mille hommes à Guan Yu et Zhang Fei. Lorsque Zhou Yu se montrera victorieux, Liu Bei regrettera ne pas lui avoir donné d'hommes pour recevoir du mérite dans la bataille.
Liu Bei et Sun Quan sortent victorieux de la bataille de la Falaise Rouge en incendiant les navires de Cao Cao. Liu Bei poursuit Cao Cao jusqu'à Nanjun sans parvenir à le capturer. Comme ses troupes souffraient d'épidémies, Cao Cao abandonne la région.
Selon les Mémoires du fleuve Jiang, après la débâcle de Cao Cao, de nombreux hommes autrefois sous les ordres de Liu Biao qui s'étaient joint à Cao Cao se rallient à Liu Bei. Sun Qian lui octroie le commandement de la province de Jing.
Liu Bei monte alors une expédition pour reprendre les districts de Wuling, Changsha, Guiyang et Lingling et pousse à la reddition leurs gouverneurs respectifs : Jin Shun, Han Xuan, Zhao Fan et Liu Du. Le gouverneur de Lujiang, Lei Xu, se rend en personne avec dix mille hommes devant Liu Bei pour faire sa soumission. Liu Qi meurt de maladie peu après et Liu Bei, poussé par le peuple, se retrouve protecteur du Jing. Sun Quan se méfie alors de Liu Bei et lui offre sa petite sœur, Sun Shangxiang, en mariage. Liu Bei se rend à la capitale du Wu pour rencontrer Sun Quan et organiser le mariage. Selon les Chroniques du duc de Shanyang, Liu Bei aurait dit avant le départ : « Sun Quan est un mauvais chef. Je n'ai pas envie de le revoir. » et aurait doublé la marche jour et nuit.
Sun Quan envoie un messager auprès de Liu Bei pour proposer une attaque concertée contre le Shu, le Jing faisant en effet tampon entre le Shu et le Wu. Yan Guan, le secrétaire du Jing, propose à Liu Bei : « Si nous accédons à la requête du Wu, mais que nous échouons dans notre attaque contre le Shu, le Wu peut nous prendre à revers. Mais si nous faisons mine d'accepter leur requête, et que nous leur disons que comme nous venons seulement de nous installer dans la province, nous ne pouvons pas encore lancer d'attaque, le Wu n'osera pas traverser nos frontières pour attaquer le Shu. » Liu Bei adopte le plan de Yan Guan. Selon les Annales de l'empereur Xiandi, Liu Bei fait cette réponse à Sun Quan : « Les habitants de la province de Yi [autre nom du Shu] sont riches, puissants, et bénéficient d'avantages géographiques considérables. Bien que Liu Zhang soit faible, il a les moyens de se défendre. Zhang Lu est un hypocrite et n'a aucune allégeance envers Cao Cao. Envoyer maintenant une expédition au Shu, sur plus de dix mille li (environ 4 150 km) a peu de chances d'aboutir et même Wu Qi et Sun Wu ne pourraient y imposer leur volonté. Bien que Cao Cao n'ait pas de respect envers l'empereur, il règne pourtant en son nom. On raconte que la défaite de Cao Cao à la Falaise rouge indiquerait un déclin dans sa puissance, mais il n'en est rien. Aujourd'hui, Cao Cao possède les deux-tiers de l'Empire. Il a réuni ses chevaliers à Canghai et assemblé ses troupes à Wuhui. Pensez-vous qu'il va rester assis jusqu'à mourir de vieillesse ? Si les alliés s'attaquent les uns les autres sans bonne raison, ils offrent à Cao Cao un pivot duquel il pourrait tirer avantage. Attaquer le Shu est donc un plan qui manque de recul. » Cependant Sun Quan ne suit pas l'avis de Liu Bei et commence à réunir des troupes à Xiakou. Liu Bei envoie alors à Zhou Yu ce message : « Si vous désirez attaquer le Shu, je ne vous laisserai pas agir à votre guise afin de ne pas perdre la confiance des habitants de l'Empire. » Il envoie Guan Yu se poser à Jiangling, Zhang Fei à Zigui et Zhuge Liang à Nanjun tandis qu'il part lui-même pour Canling. Voyant que Liu Bei est sérieux, Sun Quan ordonne à Zhou Yu de se replier.

### Conquête du Shu

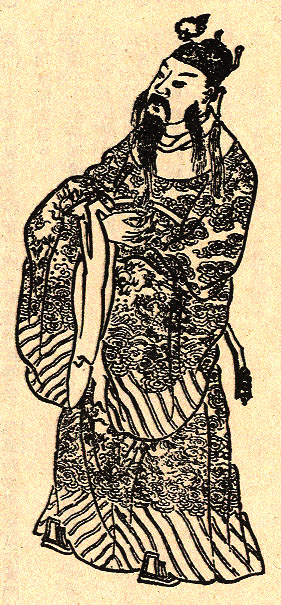
Portrait de Liu Bei d'après une édition du Roman des Trois Royaumes de la dynastie Qing.

En 211 (16e année de Jian'an), Liu Zhang apprend les intentions de Cao Cao d'attaquer Zhang Lu à Hanzhong. Sur les conseils de Zhang Song, il se tourne vers Liu Bei pour chercher une alliance et envoie Fa Zheng comme émissaire. Cependant Zhang Song et Fa Zheng trahissent Liu Zhang et proposent à Liu Bei de prendre le contrôle de la province.
Liu Bei part pour le Yi avec Pang Tong et quelques dizaines de milliers d'hommes, laissant Guan Yu et Zhuge Liang pour garder le Jing. En arrivant à Fucheng, Liu Zhang vient les accueillir. Zhang Song et Fa Zheng convainquent Pang Tong de suggérer à Liu Bei de profiter du banquet pour capturer Liu Zhang, mais Liu Bei refuse : « C'est une affaire trop importante pour être réglée de façon aussi expéditive. »
Liu Zhang recommande Liu Bei au rang de commandant en chef (大司馬, dàsīmǎ) et de colonel des domestiques (司隸校尉, sīlì jiàowèi) tandis que Liu Bei recommande Liu Zhang au rang de « maréchal qui conquiert l'ouest » (鎮西大將軍 zhèn xī dàjiāngjūn) et protecteur du Yi (益州牧, Yìzhōu mù). Liu Zhang donne à Liu Bei des soldats pour attaquer Zhang Lu et l'envoie superviser l'armée à Baishui. De son côté, Liu Bei apporte trente mille hommes équipés. Liu Zhang rentre à Chengdu tandis que Liu Bei avance au nord. Cependant, Liu Bei n'attaque pas immédiatement Zhang Lu et se fait des partisans dans la région.
En 212, Cao Cao attaque Sun Quan et ce dernier demande de l'aide à Liu Bei. Liu Bei envoie un messager auprès de Liu Zhang avec ce message : « Le seigneur Cao est en train d'attaquer le Wu et ce dernier est dans une situation critique. Sun Quan et moi sommes comme les lèvres et les dents. À Qingni, Guan Yu est aux prises avec Yue Jin et si je ne pars pas l'assister, Yue Jin risque fort de l'emporter et de prendre toute ma province. Cette menace est plus importante que celle que représente Zhang Lu. Ce dernier est en train de se défendre et ne nous pose pas d'inquiétude dans l'immédiat. » À cet effet, il demande à Liu Zhang dix mille hommes, mais celui-ci ne lui en octroie que quatre mille, avec seulement la moitié de l'équipement. Selon le Livre du Wei, furieux, Liu Bei aurait alors dit à ses soldats : « Nous sommes venu nous battre pour le Yi et nous n'avons pas ménagé nos efforts. Liu Zhang a amassé des richesses considérables, mais répugne à récompenser les mérites militaires. Et il souhaite que nous nous battions à la mort pour lui ? »
Entre-temps, Zhang Su, le frère aîné de Zhang Song et grand gouverneur de Guanghan, dénonce le complot de son frère. En conséquence, Liu Zhang ordonne l'exécution de Zhang Song et ordonne à ses soldats de ne pas laisser Liu Bei quitter la région. Furieux, Liu Bei fait exécuter Yang Huai, le commandant des troupes de Baishui, en prétextant que celui-ci avait été grossier envers lui et donne ensuite l'ordre à Huang Zhong et Zhuo Ying d'envoyer leurs troupes contre Liu Zhang. Liu Bei dirige personnellement l'expédition à Guanzhong et attaque Fucheng défendue par Liu Gui, Leng Bao, Zhang Ren et Deng Xian. Ces derniers sont battus et battent en retraite à Mianzhu. Liu Zhang envoie alors Li Yan à Mianzhu pour réorganiser l'armée, mais celui préfère se soumettre à Liu Bei et lui offrir ses troupes. Liu Bei envoie Zhuge Liang, Zhang Fei et Zhao Yun attaquer Baidi, Jiangzhou et Jiangyang et charge Guan Yu de garder le Jing. Liu Bei assiège pendant un an Luocheng, gardée par Liu Xun, le fils de Liu Zhang.
Lors de l'été 214 (19e année de Jian'an), Liu Bei vient à bout de Luocheng. Liu Bei assiège Chengdu quelques jours et Liu Zhang offre sa reddition. Liu Bei se proclame alors protecteur du Yi et fait de Zhuge Liang son bras droit, de Fa Zheng son stratège, de Guan Yu, Zhang Fei et Ma Chao ses généraux. Il offre également des postes aux anciens subordonnés de Liu Zhang, mais aussi à des personnes qui avaient été mises à l'écart par Liu Zhang comme Liu Ba ou Peng Yang.
En 215 (20e année de Jian'an), Sun Quan envoie un messager auprès de Liu Bei lui demandant de lui rendre le Jing. Liu Bei répond : « Il me faut d'abord obtenir le Liang avant de pouvoir vous rendre le Jing. » Furieux, Sun Quan envoie Lü Meng attaquer les districts de Changsha, Guiyang et Lingling. Liu Bei dirige cinquante mille hommes à Gong’an et laisse Guan Yu à Yiyang. Entre-temps, Cao Cao capture Hanzhong et Zhang Lu s’enfuit. Craignant d’être pris en tenaille, Liu Bei propose à Sun Quan de diviser le Jing en deux. Sun Quan hérite de Jingxia, Changsha et Guiyang et Liu Bei de Nanjun, Lingling et Wuling. Liu Bei se replie sur Jiangzhou. Entre-temps, Zhang Lu se soumet à Cao Cao et ce dernier confie la défense de Hanzhong ainsi que l’attaque du Shu à Xiahou Yuan et Zhang He. Liu Bei envoie Zhang Fei à Yanchu pour affronter Zhang He au défilé de Wakou. Ce dernier est vaincu et se replie sur Nanzheng. Liu Bei rentre à Chengdu.

### Établissement du royaume de Shu

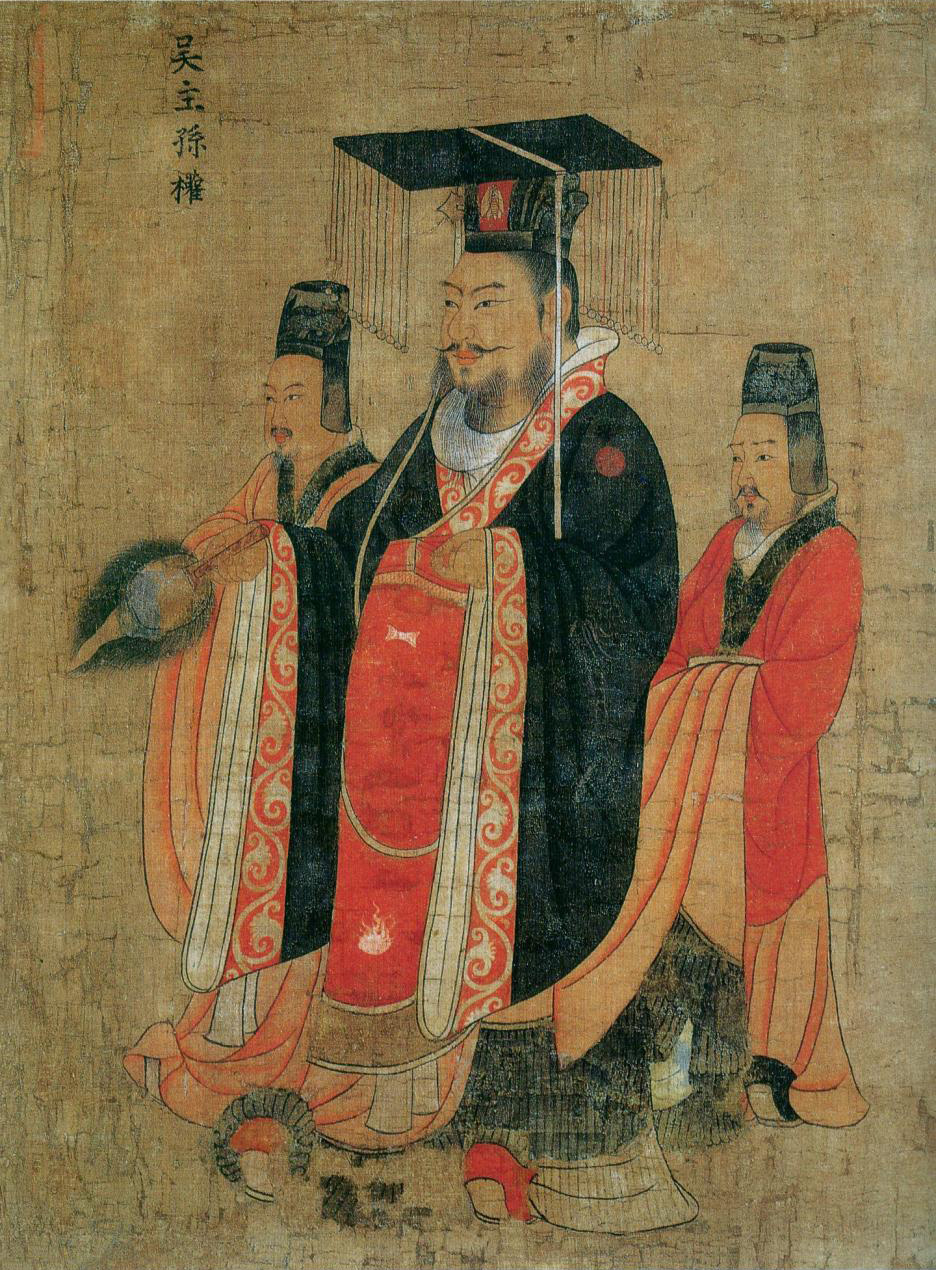
Liu Bei en tant qu'empereur Zhaolie, par le peintre Yan Liben de la dynastie Tang.

En 218 (23e année de Jian’an), Liu Bei lance une attaque généralisée contre Hanzhong et charge Wu Lan et Lei Tong de capturer Wudu mais tous deux sont tués par les troupes de Cao Cao. Liu Bei s’établit dans le détroit de Yangping, face à Xiahou Yuan et Zhang He.
Au printemps 219 (24e année de Jian’an), Liu Bei traverse la rivière Mian et monte son camp dans les monts Dingjun. Xiahou Yuan tente de s’emparer de la région et Liu Bei envoie Huang Zhong l’affronter. Xiahou Yuan et Zhao Yu sont tous deux tués dans la bataille. Cao Cao envoie des renforts au sud pour venir à bout de Liu Bei. Celui-ci dit : « Même si Cao Cao arrive, il ne peut rien faire. Hanchuan est à moi ! » Lorsque Cao Cao arrive, Liu Bei se défend, mais ne cherche pas à attaquer.
En été, Cao Cao se replie et Liu Bei capture Hanzhong. Il envoie Liu Feng, Meng Da et Li Ping pour attaquer Shen Dan à Shangyong.
En automne, de nombreux mandarins désirent instaurer Liu Bei en tant que roi de Hanzhong (漢中王, Hànzhōng wáng). Ils envoient à l’empereur Xiandi une pétition signée par plus de cent trente personnalités du Shu dont Zhuge Liang, Guan Yu, Zhang Fei, Ma Chao et Huang Zhong. Liu Bei lui-même envoie à l’empereur un mémoire pour briguer ce titre.
Guan Yu est envoyé affronter Cao Ren et Yu Jin et capture Fancheng. Cependant, Sun Quan parvient à le capturer, l’exécute et envoie sa tête à Cao Cao puis s’empare du Jing.
En mars 220 (25e année de Jian’an), Cao Cao meurt. Vers octobre, son fils Cao Pi détrône l’empereur Xiandi, se nomme empereur et proclame l’ère Huangchu. À la suite des rumeurs faisant état de la mort de Xiandi, Liu Bei déclare le deuil et lui donne le titre posthume d'empereur Xiaomin (孝愍皇帝, Xiàomǐn huángdì). Selon le Livre du Wei, apprenant la mort de Cao Cao, Liu Bei envoie Han Ran pour présenter ses condoléances et des cadeaux, mais Cao Pi, furieux que l’on utilise la mort de son père pour faire de la diplomatie, ordonne au gouverneur du Jing d'exécuter Han Ran afin de couper la mission diplomatique. Selon le Dianlüe, Han Ran se porte malade et écrit à Liu Bei qu’il lui est impossible d'accomplir sa mission étant donné que Cao Pi venait d’ordonner son exécution. En conséquence, Liu Bei annule la mission.
De nombreux mandarins du Shu dont Zhuge Liang, Mi Zhu, Liu Bao ou Xiang Ju font alors pression sur Liu Bei pour qu’il se proclame lui-même empereur et continue la lignée de la dynastie Han. Liu Bei accède aux demandes, et en mai 221 (26e année de Jian’an) s’intronise en tant qu’empereur, proclame l’ère Zhangwu et déclare une amnistie générale. Il nomme Zhuge Liang Premier ministre (丞相, chéngxiāng) et Xu Jing ministre du Peuple (司徒, sītú) et instaure un temple à la mémoire de Liu Bang et de ses descendants. En juin, il intronise Dame Wu en tant qu’impératrice et nomme son fils Liu Shan prince héritier. En juillet, il nomme son fils Liu Yong prince de Lu (魯王, Lǔ wáng) et son fils Liu Li prince de Liang (梁王, Liáng wáng). Liu Bei, furieux de l’exécution de Guan Yu, prépare une expédition contre Sun Quan. Zhang Fei est assassiné par ses propres subordonnés lors des préparations. L’attaque est lancée en août. Sun Quan propose à Liu Bei une offre de paix mais Liu Bei, trop en colère, refuse et capture Zigui.
| Chronologie des événements importants | Chronologie des événements importants                                                           |
| ------------------------------------- | ----------------------------------------------------------------------------------------------- |
| 161                                   | Naissance à Zhuozhou dans le Hebei.                                                             |
| 184                                   | Lutte contre les Turbans Jaunes.                                                                |
| 194                                   | Gouvernance du Xu                                                                               |
| 198                                   | Battu par Lü Bu. Alliance avec Cao Cao.                                                         |
| 200                                   | Battu par Cao Cao. Se réfugie auprès de Yuan Shao. Rejoint Liu Biao.                            |
| 208                                   | Alliance avec Sun Quan. Gagne la bataille de la Falaise Rouge contre Cao Cao. S'empare du Jing. |
| 215                                   | Bat Liu Zhang et conquiert le Yi.                                                               |
| 219                                   | Capture Hanzhong. Se proclame roi de Hanzhong.                                                  |
| 221                                   | Se proclame empereur.                                                                           |
| 222                                   | Perd la bataille de Yiling contre Sun Quan.                                                     |
| 223                                   | Meurt dans le palais de Yong'an à Baidi.                                                        |

En février 222 (2e année de Zhangwu), Liu Bei lance une nouvelle attaque contre Wu, mais en juillet, Lu Xun lui inflige une défaite écrasante à la bataille de Yiling. Liu Bei bat en retraite à Zigui puis à Yufu. Les généraux Li Yi et Liu A du Wu poursuivent Liu Bei jusqu’à Nanshan puis en octobre se replient à Wu.
En décembre, Liu Bei ordonne à Zhuge Liang de renforcer les défenses nord et sud de Chengdu. Sun Quan, apprenant que Liu Bei est à Baidi, lui propose une nouvelle offre de paix. Cette fois, Liu Bei accepte et envoie Zhong Wei auprès de Sun Quan afin d’en négocier les détails.
Vers janvier -février 223, Huang Yuan, le grand gouverneur de Hanjia, apprend que Liu Bei est malade et fomente une rébellion mais elle est vite réprimée par Zhuge Liang. Liu Bei, trop malade, confie la gestion du royaume à Zhuge Liang et Li Yan.
Selon les Recueils des œuvres de Zhuge Liang, le dernier édit de Liu Bei à son fils Liu Shan dit :
« Ma maladie avait commencé sur une simple diarrhée mais a évolué en quelque chose de plus sérieux et je suis condamné. Quand un homme atteint la cinquantaine, on ne peut plus le considérer comme jeune. J’ai déjà la soixantaine et je n’ai pas de regrets. Ne t’afflige donc pas et lis ceci avec tes frères. Le seigneur She est venu me voir et m’a dit que le Premier ministre avait remarqué que ta sagesse avait beaucoup augmenté. J’espère que les choses continueront ainsi, et je n’aurais aucune inquiétude. Fais des efforts, fais des efforts ! Ne fais pas un mal sous prétexte que ce n’est qu’un petit mal, ne laisse pas un bien ne pas se produire sous prétexte que ce n’est qu’un petit bien. Seuls le mérite et la vertu doivent parer un homme. La vertu de ton père est mince, ne m’imite donc pas. Si tu le peux, étudie le Livre des Han et le Classique des rites et si tu as le temps, les livres de Zhu Zi, Liu Tao et Shang Jun afin d’étendre ton savoir. J’ai entendu dire que le Premier ministre avait compilé des écrits des maîtres Shen, Han et Guan ainsi que Liu Tao mais je ne les ai pas lus. »
Sentant qu’il allait mourir, Liu Bei fait mander son fils Liu Yong et lui dit : « Après ma mort, toi et tes frères écoutez le Premier ministre comme s’il était votre père et voyez avec lui pour toutes choses. »
Le 21 juin (jour du guisi), il meurt des suites d'une dysenterie dans le palais de Yong’an à l’âge de soixante-trois ans. Zhuge Liang ramène son corps à Chengdu et il est inhumé dans le mausolée Huiling à proximité immédiate du temple en l'honneur de Zhuge Liang. Il reçoit le titre posthume d’empereur Zhaolie et son fils Liu Shan lui succède en tant qu’empereur Houshu.

## Liu Bei dans le Roman des Trois Royaumes
Il rencontre son frère d'armes Zhang Fei devant une affiche de l'empereur qui réclame de l'aide face à l'invasion des turbans jaunes. Guan Yu les rejoint après avoir sympathisé avec eux. Liu Bei leur explique son plan pour restaurer la grandeur de la dynastie Han.
Il est général, quand il participe avec ses frères d'armes Guan Yu et Zhang Fei à la guerre contre Dong Zhuo en 192 aux côtés de Cao Cao.
Après s’être allié au royaume de Wu, il fonde le royaume de Shu avec l’aide du stratège Zhuge Liang. Il conquiert les provinces de Jing, puis celle de Yi dirigée par Liu Zhang. Cet assaut avait été organisé par le brillant stratège Pang Tong (stratège venant de la même école que Zhuge Liang) mais ce dernier meurt à Luo Feng Po. Zhuge Liang devient alors le principal stratège de Liu Bei. Cependant, lors de la bataille du château de Fan, le frère d’armes de Liu Bei, Guan Yu, est capturé par l’armée Wu et exécuté en présence de Sun Quan. La mort de Guan Yu rend Liu Bei fou de rage, il engage une bataille contre les Wu à Yiling et meurt. Son fils Liu Shan reprend le trône.
Il était marié à la fille de l'empereur Wu, la belle et intelligente Sun Shang Xiang. Leur mariage, bien que purement politique, déboucha sur une véritable passion, néanmoins emportée dans le tourment de la guerre.